# Palatul de Béhague

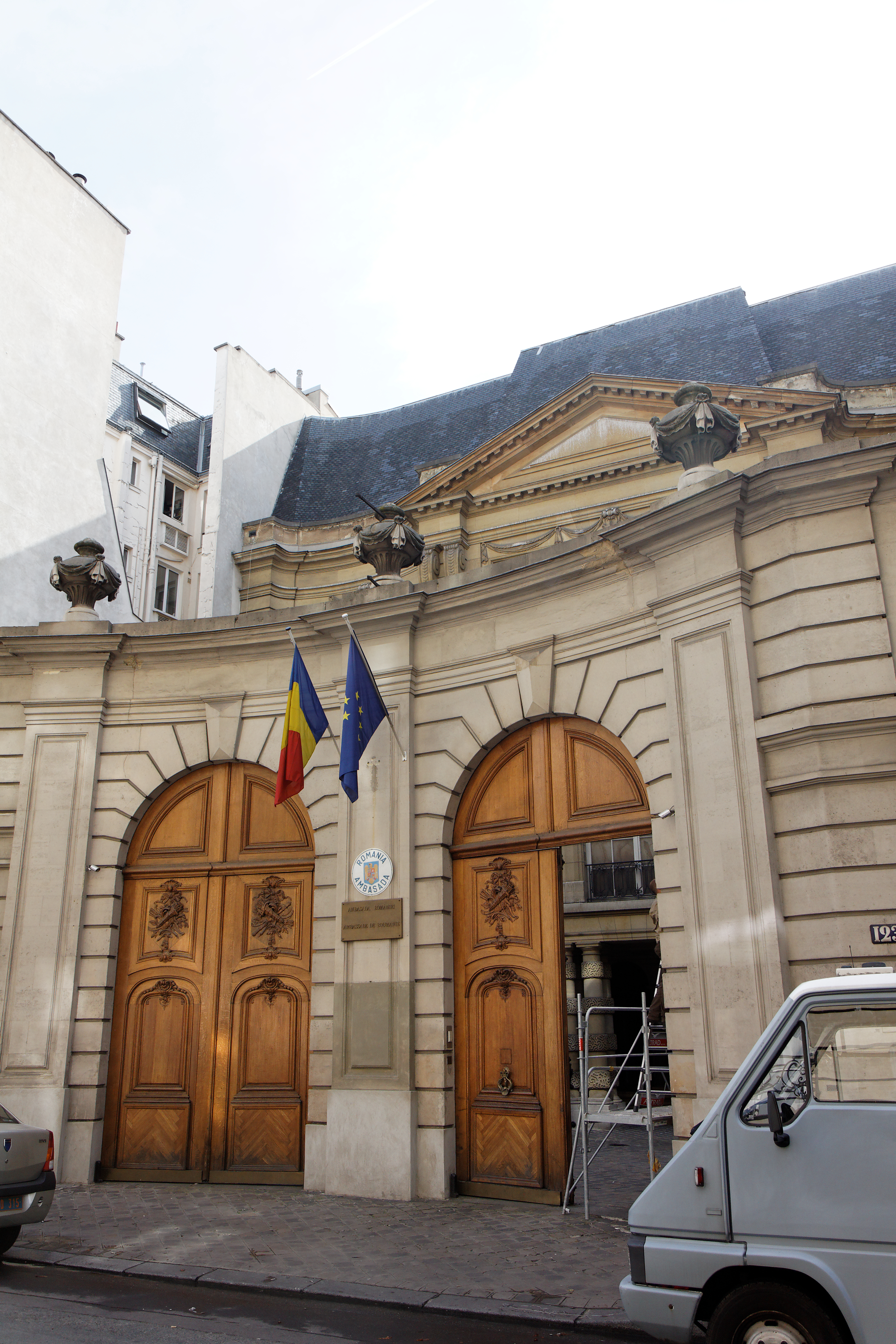
Intrarea de la Palatul Béhague, acum Ambasada României în Franța

Palatul Béhague (în franceză Hôtel de Béhague) este un palat din Paris care adăpostește începând din anul 1939 Ambasada României în Franța. Este situat în arondismentul 7, pe 123 rue Saint Dominique.

## Istoric
Palatul a fost construit în anul 1866 pentru contele Octave de Béhague de arhitectul Hippolyte Destailleur ca o continuare a unui alt palat, construit chiar în apropiere pentru mama acestuia. Palatul a fost lăsat fiicei lui Octave, Martine, devenită prin căsătorie contesă de Béarn. Din acest motiv, Palatul Béhague este și cunoscut sub numele de Palatul Béarn. Clădirea a fost restructurată în perioadă 1894-1905 de Walter-André Destailleur, fiul arhitectului proiectant. Marele palat a fost parțial distrus, iar ambele clădiri au fost reunite, rezultând astfel clădirea actuală.
După moartea lui Martine de Béarn în anul 1939, Palatul Béhague a fost cumpărat de statul român pentru ambasada sa, care a fost transferată din Palatul Pomar, situat lângă Arcul de Triumf. Gheorghe Tătărescu a fost primul ambasador român ce a locuit în Palatul Béhague. El a fost înlocuit în sfârșitul aceluiași an de Richard Franasovici.
Palatul și grădinile sale au fost clasificate ca monument istoric la 25 august 2003.

## Descriere
Clădirea este construită în stil neoclasic, tipic epocii lui Ludovic al XV-lea.